# RetroN

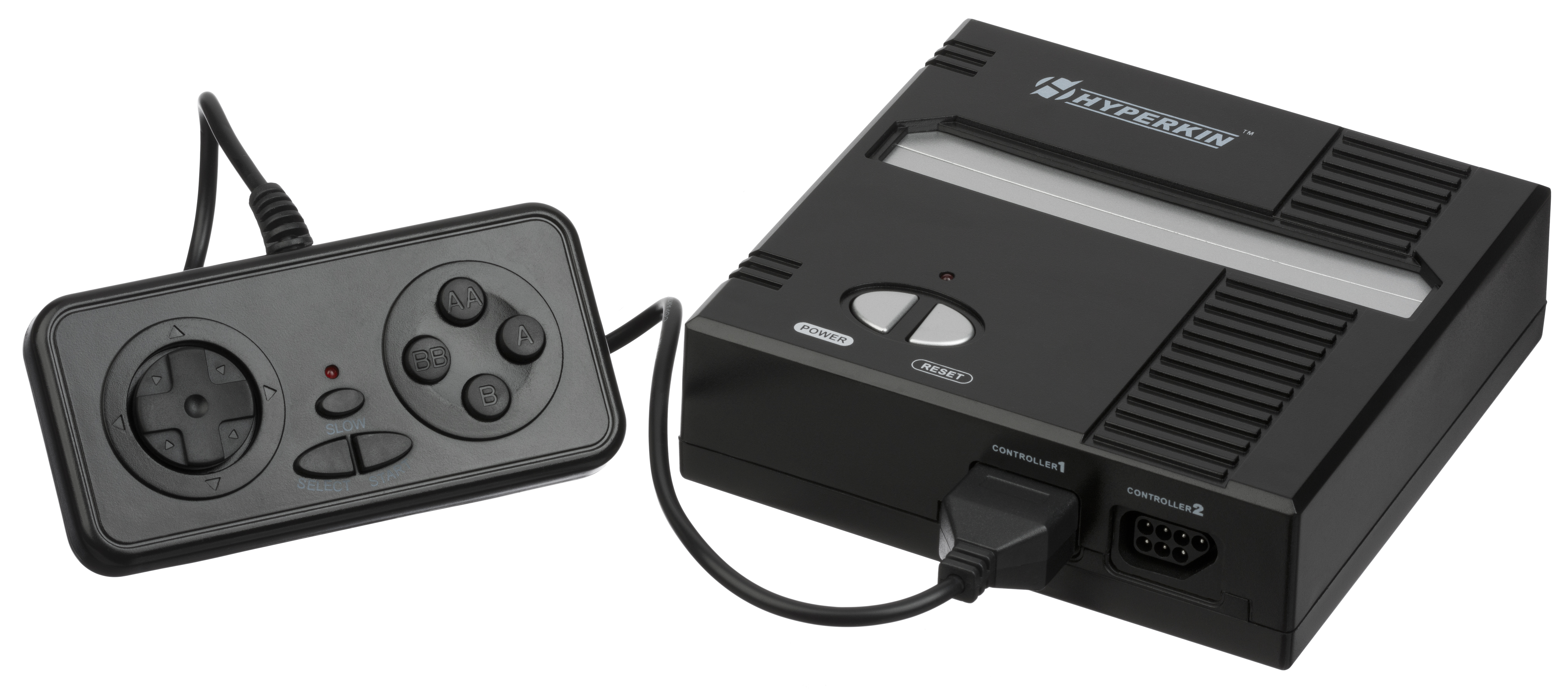
Konsola RetroN 1

RetroN – seria konsol gier wideo stworzonych i wydanych przez firmę Hyperkin, która specjalizuje się w grach retro. Konsole z tej serii pozwalają na grę w klasyczne tytuły z konsol takich jak np. Nintendo Entertainment System (NES) czy Super Nintendo Entertainment System (SNES). Najnowszą konsolą z serii jest RetroN 5 z 2014 roku.

## Konsole
Seria liczy pięć modeli (czerwiec 2016), wszystkie konsole z serii pozwalają na uruchamianie tytułów dedykowanych dla sprzętu innych firm, nie są produkowane żadne tytuły przeznaczone bezpośrednio dla konsol z serii RetroN.

### RetroN 1
Pierwsza konsola z serii umożliwia uruchamianie tytułów z konsoli NES. Cechuje się bardzo prostym designem. Posiada dwa porty, które są takie same jak w oryginalnej konsoli od Nintendo, przez co jest kompatybilna z oryginalnym NES-owym kontrolerem.

### RetroN 3
Wbrew nazwie, chronologicznie jest to druga konsola z serii. Nazwa pochodzi od kompatybilności z trzema klasycznymi konsolami – NES, SNES i Sega Genesis. Został wydany w 2011 roku.

### RetroN 2
Konsola wydana w 2012 roku, usunięto w niej kompatybilność z Sega Genesis. Podobnie jak poprzednicy z serii jest kompatybilna z oryginalnymi kontrolerami (posiada po dwa porty dla kontrolerów NES i SNES). Została wydana, gdyż gracze domagali się konsoli, która byłaby kompatybilna tylko z grami na NES i SNES.

### RetroN 4
RetroN 4 został zaprezentowany 23 marca 2013 roku na Midwest Gaming Classic. Konsola pozwala na uruchamianie gier na NES, SNES, Sega Genesis i gier z przenośnych Game Boyów (Game Boy, Game Boy Color i Game Boy Advance). Jest pierwszą konsolą z serii, która używa złączy HDMI.

### RetroN 5
RetroN 5 został wydany w 2014 roku po tym, jak opóźniła się jego premiera, która była planowana na 31 października 2013 roku. Jest to najnowsza konsola z serii. Wkrótce po premierze pojawiła się także na targach E3 w 2014 roku. RetroN 5 jest kompatybilny z grami na dziesięć klasycznych platform (NES, Famicom, SNES, Super Famicom, Genesis, Mega Drive, Game Boy, Game Boy Color i Game Boy
Advance). Podobnie jak poprzednik, RetroN 5 jest wyposażony w złącze HDMI.
Twórcy programu RetroArch oskarżyli producentów RetroNa 5 o złamanie praw licencyjnych, ponieważ emulatory Genesis Plus GX i SNES9x Next są używane do uruchamiania niektórych tytułów. Zgodnie z licencją oba te emulatory nie mogą być używane w projektach komercyjnych takich jak RetroN 5.